# Famille von Kalckreuth
La famille von Kalckreuth ou Kalkreut(h) est une ancienne famille noble silésienne. La famille, dont certaines branches existent encore aujourd'hui, appartient à l'ancienne noblesse de Basse-Silésie.

## Histoire

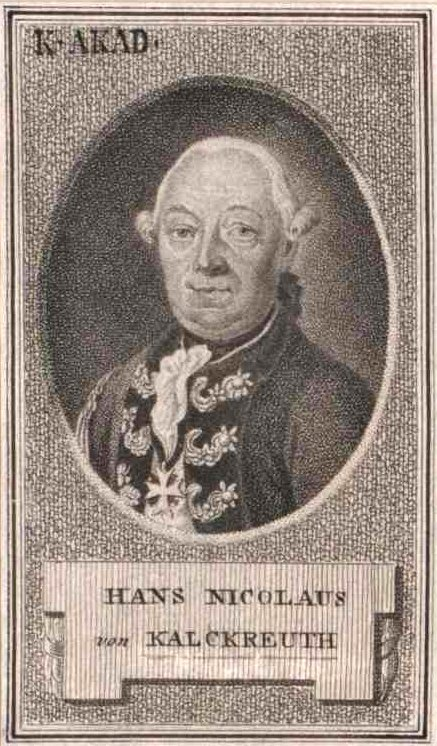
Johann Nikolaus von Kalckreuth (1720–1807)

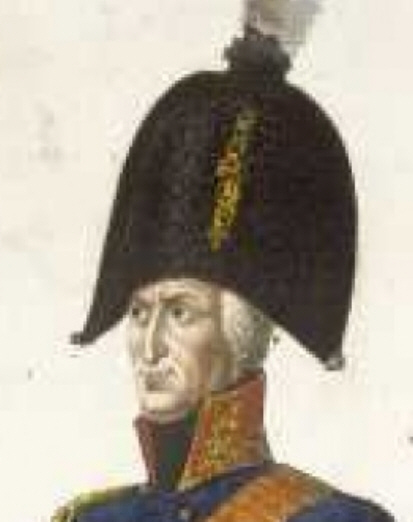
Friedrich Adolf von Kalckreuth (1737–1818)

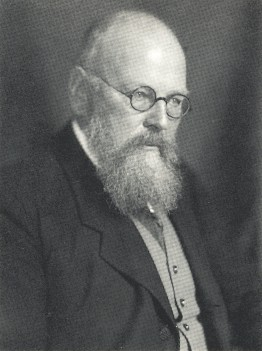
Leopold von Kalckreuth (1855–1928)

### Origine
La famille est mentionnée pour la première fois dans un document le 16 décembre 1284 avec Heinricus dictus de Kalcruthe sur Lyce près de Dresde. Conrad de Kalckreuth apparaît dans les documents le 6 décembre 1286 .
Le siège de la famille, la seigneurie de Kalkreuth (ou Kalckreuth), se trouve non loin de Sagan en Silésie. Le nom passe de Kalcruthe à Calcrute, Kalkrüte et Kalkreuter. Ce n'est qu'à partir du XVIe siècle que l'orthographe Kalckreuth devient courante.

### Expansion et personnalités
Selon Kneschke, qui cite Kalckreuth comme l'une des plus anciennes et des plus nobles familles nobles de Silésie, Themo Kalcrüte en fait également partie. Il aurait été chancelier du duc Venceslas de Liegnitz et de son frère Louis Ier vers 1342.
Dès le XIVe siècle, plusieurs lignées apparaissent et se développent fortement dans toute la Silésie, mais aussi en Lusace, dans la marche de Brandebourg, dans le Mecklembourg et en Pologne. C'est là que les frères Adam von Kalckreuth auf Hermsdorf et Carl Magnus von Kalckreuth zu Krakau obtiennent l'indigénat polonais le 12 février 1676, confirmé pour tous deux le 15 décembre 1678 à Grodno.
Les frères Hans Ernst et Friedrich Adolf von Kalckreuth, sont élevés au rang de comtes prussiens en 1786, fondent les deux lignées de la souche comtale.
Hans Ernst comte von Kalckreuth (né le 14 novembre 1728 et mort le 31 mars 1792), fondateur de la première lignée comtale, épouse Konstantia Auguste Sophie von Schlabrendorf (née le 14 décembre 1742 et morte le 19 novembre 1813) la fille du ministre d'État prussien Ernst Wilhelm von Schlabrendorf et laisse deux fils, Hans Wilhelm Adolph et Ludwig Ernst Heinrich Konstantin. Hans Wilhelm Adolph, comte von Kalckreuth (1766-1830), épouse Catharina, comtesse von Haugwitz (morte en 1839). Leur fils aîné, Alfred Ier comte von Kalckreuth (1803-1853), est seigneur de Siegersdorf près de Freystadt-en-Silésie. Il laisse une fille et trois fils de son mariage avec Leontine von Gorszkowska. Sa sœur Eusebia, comtesse von Kalckreuth (née en 1814), épouse en 1835 Camillo von Seebach (de), conseiller privé et ministre ducal de Saxe-Cobourg et Gotha. Parmi ses frères, Arthur comte de Kalckreuth (né en 1819), seigneur de Hackpfüffel près de Sangerhausen, député d'arrondissement et premier lieutenant prussien, et Edwin comte von Kalckreuth (né en 1822), Rittmeister autrichien et plus tard officier d'état-major général de François II roi des Deux-Siciles. Ludwig comte von Kalckreuth (né en 1771), frère de Hans Ernst, est mort en 1847 major général prussien. De son mariage avec Jeannette von Unruh, veuve von Buchholtz, il a deux filles et un fils, le comte Richard (1808-1879). Il est chambellan prussien et lieutenant général. En 1845, il se marie avec Valeska von Freysleben (née en 1825) et laisse deux fils et deux filles.
Le fondateur de la seconde lignée comtale, Friedrich Adolf von Kalckreuth (1737-1818), est l'un des membres les plus connus de la famille. Il rejoint le corps de la Garde en 1752 et devient en 1758 adjudant du prince Henri, frère de Frédéric II. En 1790, il devient lieutenant général, en 1807, pour la vaillante défense de Dantzig, maréchal prussien et en 1809 gouverneur de Berlin. Son petit-fils Stanislaus von Kalckreuth (de) (1820–1894), fils de Wilhelm von Kalckreuth et de sa seconde épouse Luise von Stechow (1791–1840), devient chambellan grand-ducal de Saxe-Weimar-Eisenach, professeur de peinture de paysage et directeur de l'École des beaux-arts de Weimar.
Le 3 mai 1867, une association de l'ensemble de la famille est fondée, qui organise des journées familiales tous les deux ans.

### Possessions

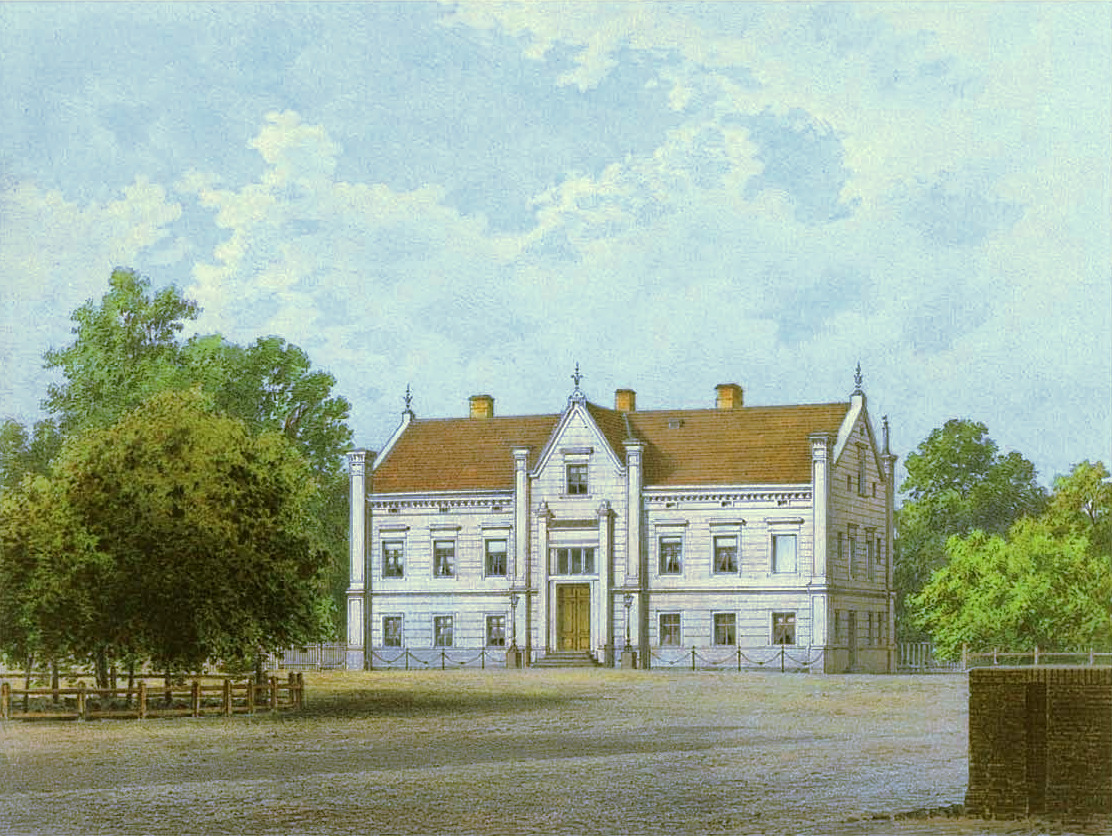
Manoir d'Ober-Stentsch vers 1860, Collection Alexander Duncker

Au fil du temps, les membres de la famille acquièrent d'importantes propriétés, dont la seigneurie de Siegersdorf dans l'arrondissement de Bunzlau, qui reste longtemps dans la famille. De 1292 à 1692, Dolzig dans l'arrondissement de Sorau (de) appartient à la famille. Au milieu du XIXe siècle, la famille noble est fortunée dans les provinces prussiennes de Silésie, de Posnanie et de Brandebourg. Adolf von Kalckreuth est seigneur de Dietzdorf dans l'ancien arrondissement de Neumarkt et le Rittmeister Eduard von Kalckreuth est seigneur de Bielsko et de Muchocin dans l'arrondissement de Birnbaum. Dans l'arrondissement de Meseritz, Sigismund Leopold von Kalckreuth possède Kurzig, Wilhelm Ferdinand Heinrich von Kalckreuth, major à la retraite, Obergörzig et Weissensee, et Ernst Ehrenfried von Kalckreuth, Samst. Un lieutenant von Kalckreuth est seigneur de Stentsch dans l'arrondissement de Züllichau-Schwiebus (de). La lignée baronniale, qui possède encore Tschrschkowitz en 1750, s'éteint plus tard. F. A. von Kalckreuth possède au XVIIIe siècle le domaine de Bredenfelde dans le Mecklembourg.

### Anoblissements
Carl Friedrich von Kalckreuth, issu de la branche de Dolzig, est assesseur des droits fonciers de la principauté de Troppau, conseiller du prince-évêque de Breslau et gouverneur de Canth, reçoit le 30 août 1678 à Vienne le titre de barons de Bohême.
De la branche de Klemzig, les frères Hans Ernst von Kalckreuth auf Siegersdorf et Friedrich Adolf von Kalckreuth, major général prussien, reçoivent le 15 octobre 1786 à Berlin le statut de comte prussien.

## Adoptions
Les deux fils naturels non nommés d'Amandus Karl Friedrich Samuel von Kalckreuth (né en 1761), mort au combat en 1794 comme lieutenant royal prussien dans le régiment von Holwede, et d'Anna Dorothea Georgie, reçoivent une légitimation nobiliaire prussienne avec apposition du nom et des armoiries de leur père (non remis). Tous deux, désormais appelés Karl Friedrich et Ernst Friedrich, ainsi que leurs deux sœurs Karoline et Wilhelmine, reçoivent la légitimation de noblesse prussienne le 21 novembre 1794 à Berlin
Johann Heinrich, lieutenant prussien dans le bataillon de fusiliers "von Pelet", et Helene Feußer, beaux-enfants et enfants adoptifs du lieutenant général prussien Wilhelm Heinrich Adolf von Kalckreuth (de) (1735-1811), sont anoblis le 29 septembre 1800 à Berlin sous le nom de von Kalckreuth.

## Armes

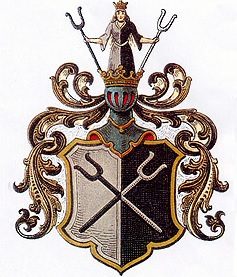
Armoiries de la famille von Kalckreuth

### Armoiries familiales
Les armoiries sont séparées de l'argent et du noir et montrent deux fours à chaux dorés (fourches de four à chaux) inclinés vers le haut. Sur le casque, une jeune fille couronnée en pleine croissance avec une robe fendue argentée et noire, tenant un roseau de tilleul dans chaque main. Les lambrequins sont noirs et argentés.
Selon l'archiviste Dr. Friedrich von Klocke (de), les armoiries sont fausses. Les Kalkreuten (fourches de four) sont choisies en fonction de la sonorité du nom, alors que le nom provient en fait de la localité de Kalckreuth dans l'ancien arrondissement de Sagan, dans le nom duquel la syllabe reuth signifie clairière, ce qui indique l'origine de la région.

### Armoiries baronniales
Le blason baronnial, décerné en 1678, est écartelé. 1 et 4 les armoiries de la famille, 2 et 3 en or sur trois montagnes vertes tournées vers l'intérieur d'un aigle noir couronné d'or. Le blason a trois casques avec des couvertures noires et argentées. Sur les deux casques extérieurs l'aigle tourné vers l'intérieur, au milieu le casque principal.

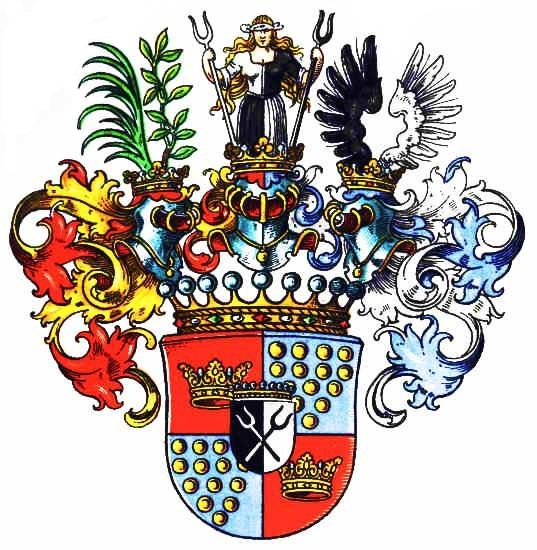
Armoiries des comtes von Kalckreuth

### Armoiries comtales
Les armoiries du comte, décernées en 1786, sont écartelées et couvertes d'un écu central baronnial couronné fendu en noir et argent, contenant deux tiges de calcaire inclinées vers le haut en couleurs alternées. 1 et 4 en rouge une couronne de feuilles dorées, 2 et 3 en bleu 14 (4, 4, 3, 2, 1) boules dorées (armoiries de ceux de Bülow). Le blason a trois casques, à droite avec des couvertures rouges et dorées une branche de palmier dorée en croissance et une telle branche d'olivier, au milieu avec des couvertures rouges et dorées à droite et bleues et argentées à gauche une vierge en pleine croissance une robe fendue d'argent et de noir, un bandeau d'argent devant les yeux, dans la main droite une tige d'argent, dans la gauche un roseau de craie noire, à gauche un casque avec des couvertures bleu-argent un vol d'aigle ouvert à droite noir, sur l'argent gauche.

### Héraldique
L'ancêtre des Kalckreuth aurait été soupçonné par son roi d'avoir des relations trop intimes avec la reine. C'est pourquoi, dans une chaumière, le roi donna l'ordre de jeter dans le four à chaux le premier qui s'y rendrait parmi les serviteurs de la reine. La personne soupçonnée y fut envoyée, mais il s'attarda longtemps à prier dans une église. Pendant ce temps, son détracteur s'y est également rendu pour voir son ennemi couché dans le four à chaux. Mais comme il avait été le premier messager, il a été jeté au feu selon l'ordre donné et l'innocent s'en est sorti indemne. En souvenir de ce sauvetage miraculeux, il reçut dans son écusson deux reuts et sur son heaume un portrait en buste couronné.
Dans une autre version, l'histoire se serait déroulée avec un officier de justice du roi Denis de Portugal et sa femme Élisabeth. Les descendants seraient venus du Portugal en Saint-Empire et y auraient adopté le nom de Kalckreuth.
Selon une autre tradition, les armoiries ne montrent pas des râteaux à chaux ou des fourches de four à chaux, mais des râteaux de charrue. Les seigneurs de Kalckreuth sont issus de la tribu de Primislaw le laboureur et ont donc, comme les seigneurs de Pflugk (de), utilisé le soc renversé pour commémorer leur origine.

## Personnalités
- Barbara von Kalckreuth (de) (1905–1997), sculpteur allemand
- Carl Otto von Kalckreuth (de) (1835–1900), officier prussien et administrateur de l'arrondissement de Birnbaum
- Eberhard von Kalckreuth (de) (1881–1941), propriétaire de chevaliers et président de la Ligue des terres du Reich
- Ernst Georg von Kalckreuth (de) (1690-1763), colonel prussien, chef du 12e bataillon de garnison (de).
- Ernst Karl Rudolf von Kalckreuth (de) (1745-1813), major général prussien
- Friedrich von Kalckreuth (de) (1790–1873), écrivain et dramaturge prussien
- Friedrich Adolf von Kalckreuth (1737–1818), maréchal général prussien
- Hans Christoph Ernst von Kalckreuth (de) (1741–1825), major général prussien
- Jo von Kalckreuth (1912–1984), peintre, dessinateur et illustrateur allemand
- Jochen von Kalckreuth (de) (1931–1977), publicitaire, pilote de planeur connu, détenteur de plusieurs records du monde et écrivain de vol à voile
- Johann Nikolaus von Kalckreuth (de) (1720–1807), lieutenant général prussien
- Karl Siegmund von Kalckreuth (1744–1816), directeur régional de la Nouvelle-Marche
- Leopold von Kalckreuth (1855–1928), peintre et graphiste allemand
- Ludwig von Kalckreuth (de) (1771–1847), major général prussien
- Ludwig Gottlob von Kalckreuth (de) (1714–1783), major général prussien, chef du régiment d'infanterie du même nom
- Patrick von Kalckreuth (de) (1898–1970), artiste peintre allemand
- Richard von Kalckreuth (de) (1808–1879), lieutenant-général prussien
- Samuel Adolph von Kalckreuth (de) (1693–1778), major général prussien, chef du régiment d'infanterie du même nom
- Stanislaus von Kalckreuth (de) (1820–1894), peintre prussien
- Wilhelm Heinrich Adolf von Kalckreuth (de) (1735–1811), lieutenant-général prussien, chef du régiment d'infanterie du même nom (de)
- Wolf von Kalckreuth (de) (1887–1906), poète allemand, fils de Leopold von Kalckreuth